# Alexei Rebko
Alexei Vasilyevich Rebko - em russo: Алексе́й Васи́льевич Ребко (Moscou, 23 de abril de 1986), é um futebolista russo, que atua como atacante.

## Carreira

### Spartak Moscou
Rebko começou a carreira em 2001, pelo time reserva do Spartak, onde atuou até 2007. Na época, era considerado um dos mais promissores futebolistas da Rússia, tendo inclusive batido o recorde de atleta mais jovem a entrar em campo, pertencente a seu compatriota Aleksandr Pavlenko.

### Rubin
Sem chances no Spartak, Rebko teve seu contrato anulado no fim de 2007, mas ficou pouco tempo sem emprego: o Rubin Kazan, até então uma equipe de nível médio do futebol russo, o contratou. Entretanto, foranm apenas três jogos pela equipe tártara.

### FC Moscou

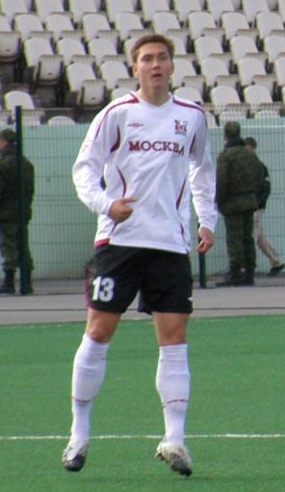
Rebko com a camisa do FC Moscou.

Após a frustrante passagem pelo Rubin, Rebko foi contratado pelo emergente FC Moscou, onde voltou a ter bons momentos no futebol russo, chegando inclusive a ser convocado para a Seleção Russa. Com o afastamento do Moscou em decorrência de problemas financeiros, Alexei acabou saindo do time e ficou novamente algum tempo longe da bola.

### Dínamo de Moscou
Em 25 de fevereiro de 2010, Rebko é contratado pelo tradicional Dínamo de Moscou em uma transferência livre. Seu contrato com a equipe azul e branca vai até 2013.

## Seleção Russa
Como já foi citado, Rebko estreou pela Seleção Russa quando atuava pelo Moscou. A estreia foi contra o Liechtenstein. Era presença certa para a Copa de 2010, caso a Rússia se classificasse.